# Superior Comics
Superior Comics est une maison d'édition canadienne de comic books fondée en 1945 et disparue en 1956. Se contentant originellement de republier pour le marché canadien des histoires américaines, elle lança sa propre ligne de comic books (d'horreur et sentimentaux principalement) dans les années 1950. Superior Comics dut cependant cesser son activité après l'instauration du Comics Code.

## Documentation
- (en) Superior Publishers Limited sur la Grand Comics Database.
- (en) Mike Benton, « Superior Comics », The Comics Book in America. An Illustrated History, Dallas : Taylor Publishing Company, 1989, p. 146-147.